# Sida ruizii
Sida ruizii là một loài thực vật có hoa trong họ Cẩm quỳ. Loài này được Ulbr. miêu tả khoa học đầu tiên năm 1908.